# Nikolái Kirov
Nikolái Kirov (Rusia, 22 de noviembre de 1957) es un atleta soviético retirado, especializado en la prueba de 200 m en la que llegó a ser medallista de bronce olímpico en 1980.

## Carrera deportiva
En los JJ. OO. de Moscú 1980 ganó la medalla de bronce en los 200 metros, con un tiempo de 1:45.94 segundos, llegando a meta tras los británicos Steve Ovett y Sebastian Coe.